# Lincoln Motor Company
Линколн (енгл. Lincoln), званично Lincoln Motor Company, амерички је произвођач луксузних аутомобила, који се налази у саставу Форда од 1922. године.

## Историја
Компанију је основао талентовани предузимач и инжењер Хенри Лиланд са сином Вилфредом 1917. године одмах по одласку из Кадилака. Петнаест година пре тога био је коосновач Кадилака, кога продаје Џенерал моторсу 1909. године. Лиланд је дао име компанији по америчком председнику Абрахаму Линколну, чије је лидерске и државничке способности веома ценио.
Међутим, почетак Линколна не чини производња аутомобила, већ производња мотора за авионе. 1917. године САД улазе у Први светски рат и самим тим порасла је потражња за фирмама као што је Линколн. По завршетку рата фирма се преорјентисала на производњу аутомобила. Године 1920, појавили су се први модели, али овај прелаз тражио је велика финансијска улагања, које Линколн није могао поднети. Едсел Форд, син Хернија Форда, који је водио компанију Форд, уверава оца да 1922. године преузму Линколн. Хенри Форд, иако није био вољан, ипак на крају пристаје, како би навукао гнев свог старог ривала Хенрија Лиланда.
Убрзо након тога, прва серија аутомобила улазе у масовну производњу. Под управом Форда сви проблеми су решени. 1924. године појављује се модел флајер, као полицијско возило. Био је то први аутомобил који је посебно прављен за неку државну службу. 1936. године компанија уводи на тржиште свој најбољи модел континентал. Бренд Континентал био је обновљен другом генерацијом 1955. године и коштао је 10.000 долара. За те новце, тих година могао се купити луксузни Ролс-Ројс.
Током друге половине 20. века, Линколнови аутомобили су били синоним за луксуз и раскош. У периоду од 1998. до 2002. године био је у власништву Premier Automotive Group, када се враћа под окриље Форда.
Језива случајност је да је Џон Кенеди убијен у атентату баш као и Линколн, а још језивија да је Кенеди убијен управо у Линколновој лимузини континентал. Аутомобили Линколна су од 1936. године па све до почетка осамдесетих година, као и за време Џорџа Буша старијег, били званични аутомобили председника САД.
Тренутно Линколн производи лимузине континентал и MKZ, кросовере MKC, MKT, MKX и теренски аутомобил навигатор.

## Галерија
- Continental
- MKZ
- MKC
- MKT
- MKX